# Victor Boniface
Victor Okoh Boniface (n. 23 decembrie 2000, Akure, Statul Ondo, Nigeria) este un fotbalist nigerian care joacă pe post de atacant la Bayer Leverkusen în Bundesliga și la echipa națională de fotbal a Nigeriei.

## Cariera pe echipe

### Bodø/Glimt
Boniface a semnat pentru Bodø/Glimt de la Real Sapphire pe 4 martie 2019.  A suferit o accidentare la ligament la doar două săptămâni după ce a semnat pentru Glimt, despre care se spunea că ar putea să-l țină pe margine pe toată durata sezonului 2019.  Boniface a fost chemat la naționala Nigeriei sub-20 de ani pentru a juca Cupa Națiunilor Africii sub-20 2019, dar a fost nevoit să se retragă din echipă din cauza unei accidentări.  În septembrie 2019, și-a făcut totuși debutul în ligă pentru club. 

### Union SG
La 8 august 2022, Boniface a semnat un contract de patru ani cu Union Saint-Gilloise din Belgia.  Union a ajuns în sferturile de finală ale UEFA Europa League 2022–23. Boniface a marcat șase goluri în competiție, inclusiv o dublă împotriva lui Union Berlin în optimile de finală, devenind cel mai bun marcator împreună cu Marcus Rashford. 

### Bayer Leverkusen
Pe 22 iulie 2023, Boniface a semnat cu clubul din Bundesliga, Bayer Leverkusen, pe un contract până în 2028 și a primit tricoul cu numărul 22.  Și-a făcut debutul în Bundesliga ca titular pe 19 august, într-o victorie cu 3–2 pe teren propriu împotriva lui RB Leipzig.  În săptămâna următoare, pe 26 august, a marcat primele goluri în Bundesliga, înscriind o dublă pe Borussia Park, într-o victorie cu 3-0 împotriva lui Borussia Mönchengladbach. 

## Cariera la națională
Boniface și-a făcut debutul pentru echipa națională de fotbal a Nigeriei pe 10 septembrie 2023, intrând în minutul 64 în locul lui Taiwo Awoniyi. I-a oferit un asist în acel meci lui Samuel Chukwueze.

## Statistici privind cariera

### Club
| Club             | Sezon         | Campionat           | Campionat | Campionat | Cupa națională | Cupa națională | Europa  | Europa | Total   | Total  |
| Club             | Sezon         | Divizie             | Meciuri   | Goluri    | Meciuri        | Goluri         | Meciuri | Goluri | Meciuri | Goluri |
| ---------------- | ------------- | ------------------- | --------- | --------- | -------------- | -------------- | ------- | ------ | ------- | ------ |
| Bodø/Glimt       | 2019          | Eliteserien         | 8         | 1         | 0              | 0              | –       | –      | 8       | 1      |
| Bodø/Glimt       | 2020          | Eliteserien         | 24        | 6         | 0              | 0              | 3       | 2      | 27      | 8      |
| Bodø/Glimt       | 2021          | Eliteserien         | 1         | 0         | 0              | 0              | 0       | 0      | 1       | 0      |
| Bodø/Glimt       | 2022          | Eliteserien         | 15        | 6         | 5              | 3              | 10      | 5      | 30      | 14     |
| Bodø/Glimt       | Total         | Total               | 48        | 13        | 5              | 3              | 13      | 7      | 66      | 23     |
| Union SG         | 2022–23       | Pro League belgiană | 37        | 9         | 4              | 2              | 10      | 6      | 51      | 17     |
| Bayer Leverkusen | 2023–24       | Bundesliga          | 16        | 10        | 2              | 2              | 5       | 4      | 23      | 16     |
| Total cariera    | Total cariera | Total cariera       | 101       | 32        | 11             | 7              | 28      | 17     | 140     | 56     |

1. ↑  Include Cupa Norvegiei, Cupa Belgiei, DFB-Pokal
2. ↑  Apariții în UEFA Europa League
3. ↑  Patru apariții și cinci goluri în UEFA Champions League, șase apariții în UEFA Europa Conference League